# Пирвиц, Фёдор Карлович фон
Фёдор Карлович фон Пирвиц — петербургский архитектор XIX века. Закончил Академию художеств в 1867 году, служил техником Городской управы. Имел обширную практику и построил в Петербурге свыше 30 общественных и промышленных зданий:
- 1870-е — корпуса Воскресенского Новодевичьего монастыря, Московский пр., 100.
- 1875 — доходный дом на 6-й Советской ул., 22.
- 1875 — надстройка здания бань на ул. Чапаева, 7.
- 1876—1879 — производственные здания Штугарта, Зеленков пер., 6.
- 1877 — особняк В. М. Манаева, Дегтярный пер., 20.
- 1877 — доходный дом, Сытнинская пл., 3.
- 1877 — доходный дом, Большой Сампониевский пр., 8.
- 1878 — производственные здания завода Р. К. Гроша, Каменноостровский пр., 11.
- 1878 — доходный дом, Красноборский пер., 3.
- 1878 — доходный дом, ул. Марата, 32.
- 1879 — Владимирская церковь при подворье Красногорского Богородицкого монастыря, Шепетовская ул., 7 (не сохранилась).
- 1879 — доходный дом, наб. Лейтенанта Шмидта, 13.
- 1879 — доходный дом, 6-я Советская ул., 25.
- 1880, 1888 — производственные здания бумагопрядильной мануфактуры К. В. Гергарда.
- 1882 — особняк А. П. Кудрявцева, Большой Сампониевский пр., 48.
- 1883 — доходный дом, Гончарная ул., 7.
- 1883 — доходный дом, Крапивный пер., 3.
- 1884 — съезжий дом и пожарная часть Петербургской части. Большой проспект П. С., 11 — Съезжинская ул., 2.
- 1885 — часовня Святого Александра Невского, 1-я Никитинская ул.
- 1885—1886 — доходный дом, 16-я линия В. О., 27.
- 1887 — производственные сооружения Газового завода, Газовая ул., 12.
- 1887, 1897—1898 — особняк М. М. Биргер, Большой проспект П. С., 30 — Красносельская ул., 1 — Ропшинская ул., 2.
- 1889 — производственные сооружения Выборгской бумагопрядильни Г. Смалла, Зеленков пер., 9.
- 1889 — часовня при Георгиевской общине сестёр милосердия, Финляндский пр. — Выборгская наб. (не сохранилась)
- 1890 — производственные здания т-ва Невской ниточной мануфактуры, Выборгская наб., 47 — Гельсингфорсская ул., 3.
- 1892 — литейный цех механического завода Г. А. Лесснера, Оренбургская ул., 6.
- 1892 — доходный дом, Провиантская ул., 8.
- 1892—1896 — производственные здания мануфактуры О. Р. Чешера, Выборгская наб., 59 — Кантемировская ул., 1-3.
- 1893 — производственные здания мануфактуры Г. А. Гука, Уральская ул., 15.
- 1894 — доходный дом, Кронверкская ул., 3.
- 1894 — здание скульптурной мастерской А. М. Опекушина, ул. Профессора Попова, 24.
- 1896—1899 — производственные сооружения бумагопрядильной фабрики, Ловизский пер., 4 — Зеленков пер., 3.
- 1897 — здание заводоуправления 1-й Российской фабрики наждачных изделий. Красногвардейский пер., 19.
- 1897 — производственное здание, Выборгская наб., 41.
- 1897 — доходный дом, Пионерская ул., 1.
- 1898 — производственные корпуса Кабельного завода, Малая Посадская ул., 26.
- 1898 — доходный дом, Коломенская ул., 34.
- 1899 — доходный дом, Большой Сампониевский пр., 46.
- 1899—1900 — доходный дом, Б. Зеленина ул., 17.
- 1899—1905 — особняк и производственные здания наждачной фабрики и машиностроительного завода Н. Н. Струна, Красногвардейский пер., 21-23[1][2].